# درخت گردو (فیلم)
درخت گردو فیلمی ایرانی در ژانر جنگی و درام به کارگردانی محمدحسین مهدویان و تهیه‌کنندگی سید مصطفی احمدی محصول سال ۱۳۹۸ سینمای ایران است. فیلمنامه این اثر توسط ابراهیم امینی و حسین حسینی نوشته شده‌است.
این فیلم از فیلم‌های راه‌یافته به بخش اصلی سی و هشتمین جشنواره فیلم فجر است. مهدویان سیمرغ بلورین بهترین کارگردانی و پیمان معادی سیمرغ بلورین بهترین بازیگر نقش اول مرد را کسب و مینو شریفی بازیگر نقش مریم نامزد سیمرغ بلورین بهترین بازیگر نقش مکمل زن گردید.
ترانهٔ این فیلم با شعری از روزبه بمانی و صدای علیرضا قربانی خوانده شده‌است و حبیب خزایی‌فر به‌عنوان آهنگساز و اردشیر کامکار به‌عنوان کمانچه‌نواز با این فیلم همکاری کرده‌اند. درخت گردو به همراه خورشید و یلدا یکی از سه نامزد برای معرفی به عنوان نماینده سینمای ایران در اسکار ۲۰۲۱ بود.

## خلاصه داستان
داستان درخت گردو در سه بازه زمانی سال‌های ۱۳۶۶، ۱۳۸۴ و ۱۳۹۵ روایت می‌شود و بر پایه داستان واقعی و تلخ زندگی فردی رنج کشیده اهل آذربایجان غربی، به نام قادر مولان‌پور در روستای مرزی رش‌هرمه در نزدیکی سردشت ساخته شده‌است؛ قادر و خانواده‌اش درگیر فاجعه بمباران شیمیایی سردشت شدند.
پیمان معادی نقش «قادر مولان‌پور» را بازی می‌کند. در سکانس‌های پایانی فیلم، «قادر» در جواب قاضی دادگاه لاهه که می‌پرسد: «چرا اینقدر امیدواری؟»، جواب می‌دهد: «اگر ما کردها امیدوار نبودیم خیلی زودتر از بین رفته بودیم». لازم به ذکر است بخش پایانی این فیلم توسط جمهوری اسلامی ایران سانسور شده بود که پس از چند سال قسمت سانسور شده آن در اکانت اینستاگرام پیمان معادی منتشر شد. 

## بازیگران
| بازیگر      | نقش           |
| ----------- | ------------- |
| پیمان معادی | قادر مولان‌پور |
| مینا ساداتی | هما           |
| مینو شریفی  | مریم          |
| مهران مدیری | احمد          |

## جشنواره

### بین‌المللی
| سال  | جشنواره                        | بخش                   |
| ---- | ------------------------------ | --------------------- |
| ۲۰۲۰ | جشنواره فیلم آسیا پاسیفیک      | مسابقه اصلی           |
| ۲۰۲۰ | جشنواره فیلم شب‌های سیاه تالین  | موج‌های جاری           |
| ۲۰۲۰ | جشنواره فیلم‌های آسیایی بارسلون | رقابتی                |
| ۲۰۲۱ | جشنواره بین‌المللی فیلم مسکو    | نمایش                 |
| ۲۰۲۱ | جشنواره بین‌المللی فیلم شانگهای | نمایش                 |
| ۲۰۲۱ | جشنواره فیلم بایکال روسیه      | رقابتی                |
| ۲۰۲۱ | جشنواره بین‌المللی فیلم داکا    | مسابقه فیلم‌های آسیایی |

### جوایز
| سال  | جشنواره          | نامزد                         | نام                               | جایزه    | تنیجه        |
| ---- | ---------------- | ----------------------------- | --------------------------------- | -------- | ------------ |
| ۱۳۹۸ | جشنواره فیلم فجر | بهترین فیلم                   | سید مصطفی احمدی                   | نامزدشده | سیمرغ بلورین |
| ۱۳۹۸ | جشنواره فیلم فجر | بهترین فیلم از نگاه تماشاگران | سید مصطفی احمدی                   | مساویدوم | سیمرغ بلورین |
| ۱۳۹۸ | جشنواره فیلم فجر | بهترین کارگردانی              | محمدحسین مهدویان                  | برنده    | سیمرغ بلورین |
| ۱۳۹۸ | جشنواره فیلم فجر | بهترین بازیگر نقش اول مرد     | پیمان معادی                       | برنده    | سیمرغ بلورین |
| ۱۳۹۸ | جشنواره فیلم فجر | بهترین بازیگر نقش مکمل زن     | مینو شریفی                        | نامزدشده | سیمرغ بلورین |
| ۱۳۹۸ | جشنواره فیلم فجر | بهترین تدوین                  | محمد نجاریان                      | نامزدشده | سیمرغ بلورین |
| ۱۳۹۸ | جشنواره فیلم فجر | بهترین موسیقی                 | حبیب خزایی فر                     | نامزدشده | سیمرغ بلورین |
| ۱۳۹۸ | جشنواره فیلم فجر | بهترین چهره پردازی            | شهرام خلج                         | نامزدشده | سیمرغ بلورین |
| ۱۳۹۸ | جشنواره فیلم فجر | بهترین طراحی صحنه             | محمدرضا شجاعی                     | نامزدشده | سیمرغ بلورین |
| ۱۳۹۸ | جشنواره فیلم فجر | بهترین طراحی لباس             | بهزاد جعفری طادی                  | نامزدشده | سیمرغ بلورین |
| ۱۳۹۸ | جشنواره فیلم فجر | بهترین جلوه‌های ویژه میدانی    | ایمان کرمیان                      | نامزدشده | سیمرغ بلورین |
| ۱۳۹۸ | جشنواره فیلم فجر | بهترین جلوه‌های ویژه بصری      | امیر پهلوان‌زاده و کامیار شفیع پور | نامزدشده | سیمرغ بلورین |
| ۱۴۰۰ | جشن حافظ         | بهترین بازیگر مرد             | پیمان معادی                       | برنده    | تندیس حافظ   |
| ۱۴۰۰ | جشن حافظ         | بهترین فیلم                   | سید مصطفی احمدی                   |          | تندیس حافظ   |
| ۱۴۰۰ | جشن حافظ         | بهترین کارگردانی              | محمدحسین مهدویان                  |          | تندیس حافظ   |
| ۱۴۰۰ | جشن حافظ         | بهترین فیلمبرداری             | هادی بهروز                        |          | تندیس حافظ   |
| ۱۴۰۰ | جشن حافظ         | بهترین تدوین                  | محمد نجاریان                      |          | تندیس حافظ   |
| ۱۴۰۰ | جشن حافظ         | بهترین موسیقی                 | حبیب خزایی فر                     |          | تندیس حافظ   |
| ۱۴۰۰ | جشن حافظ         | بهترین ترانه                  | علیرضا قربانی                     |          | تندیس حافظ   |

## ادعای کپی بودن فیلم
چندی پیش زهرا کشوری (روزنامه‌نگار حوزه محیط زیست) ادعا کرد که این فیلم بر اساس روایت و گزارشی که وی در سال ۱۳۹۳ از زندگی مام قادر مولان‌پور (شخصیت اصلی فیلم) تهیه کرده بود ساخته شده‌است. همچنین مریم اهرپور (نویسنده) نیز ادعا کرد که طرح فیلمنامه فیلم درخت گردو در اصل متعلق به وی با نام اصلی «گلابی سیاه» بوده اما در تیتراژ به عنوان پژوهشگر معرفی شده‌است و نه نویسندهٔ اصلی فیلم.
در این خصوص اتهامی با پرونده کلاسه ۱۴۰۱۶۸۹۲۰۰۰۰۵۹۴۲۸۹در شعبه دادگاه ۱۰۲۲ کیفری دو مجتمع قضایي وليعصر (عج) تهران (۱۰۲۲ جزایی سابق) مطرح گردید و تصمیم نهایی با دادنامه شماره 
۱۴۰۲۶۸۳۹۰۰۰۵۲۲۵۷۶۰مورخ ۱۴۰۲/۰۴/۱۹ ابلاغ شده و طبق آن رای برائت از سوی دادگاه به صورت زیر صادر گردید: دادگاه با بررسی محتویات پرونده و ملاحظه لایحه اعتراض شاکی و ادله ابرازی از سوی وی و اینکه شاکی ایراد و اعتراض موثر و موجه و دلیل و مدرکی که حکایت از وجود موجبات نقض و خدشه قرار صادره باشد ارائه ننموده و به قرار صادره از حیث قوانین شکلی و ماهوی اشکال و ایراد موثری مشهود نیست ، اعتراض شاکی را موجه ندانسته و مستندا به ماده ٢٢٥ و ٢٢٦ و ۲۷۳ قانون آیین دادرسی کیفری مصوب ۱۳۹۴ ضمن رد اعتراض شاکی مفاد قرار صادره از شعبه مذکور را عینا تایید می نماید. تصمیم دادگاه قطعی است.